# Seven Mile Beach (Grand Cayman)

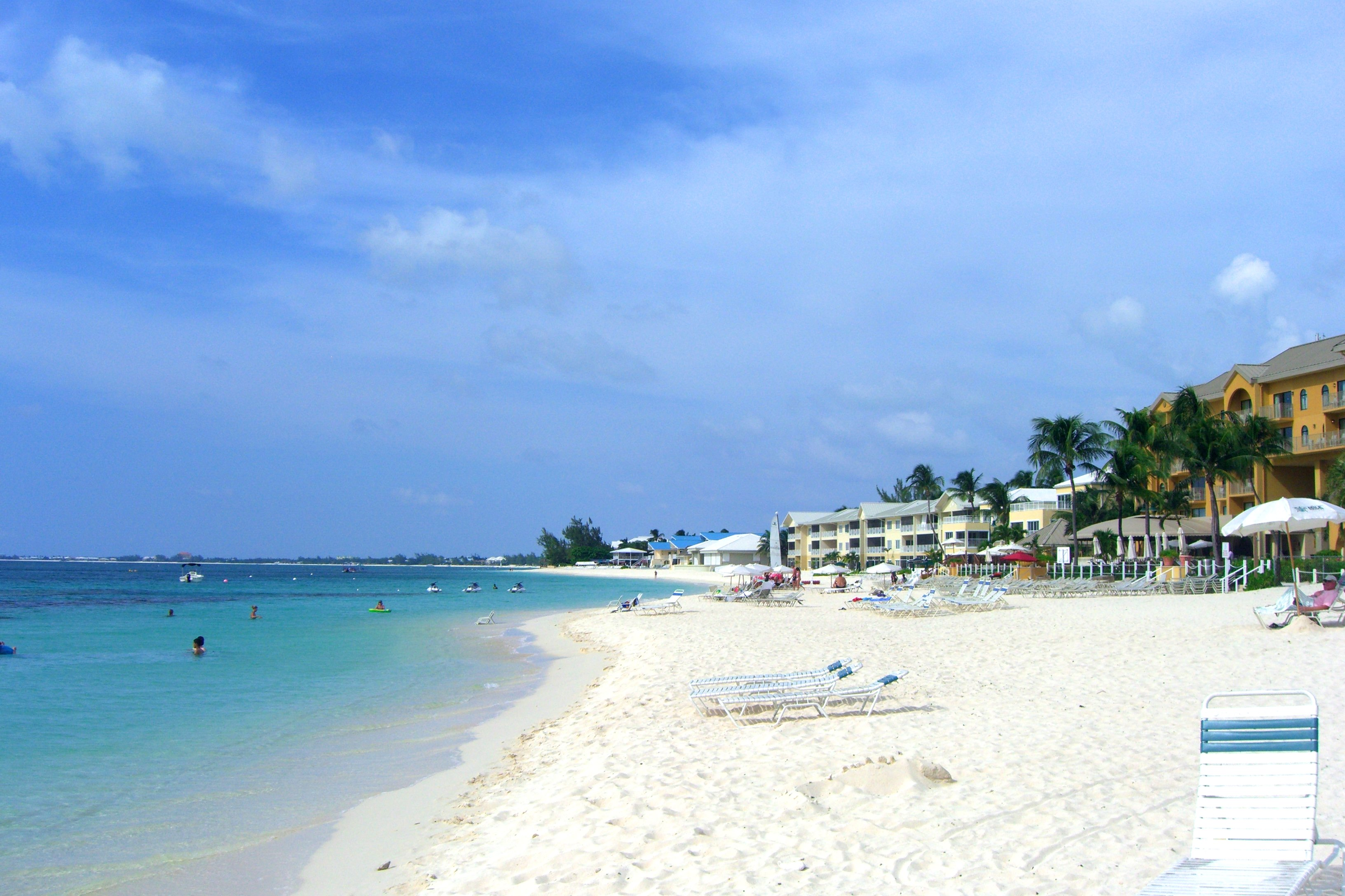
Resorts on Seven Mile Beach, Grand Cayman.

Seven Mile Beach (SMB) ist ein langer sichelmondförmiger Sandstrand am Westende von Grand Cayman Island. Der Strand besteht aus Korallen-Sand und ist bekannt für seine Schönheit und wurde schon als „The Caribbean’s Best Beach“ ausgezeichnet (Caribbean Travel and Life Magazine). Der Strand ist öffentlich zugänglich (public property) und es ist möglich, die volle Länge abzulaufen. Das Gebiet von Seven Mile Beach ist das beliebteste und am stärksten bebaute Gebiet von Grand Cayman. Der Großteil der Luxusresorts und Hotels der Insel ist dort angesiedelt. 

## Geographie

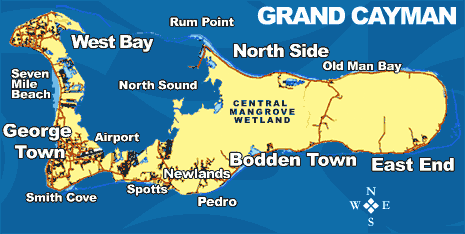
Karte von Grand Kayman.

Entgegen dem Namen ist die tatsächliche Länge des Strandes selbst bei einer großzügigen Messung nur etwas mehr als 6,3 mi (10,1 km). Eine realistische Länge für den ununterbrochenen Sandstrand beträgt etwa 6 Meilen. Der Strand fällt der jährlichen Erosion zum Opfer, was seinen Umfang  an manchen Stellen schon enorm reduziert hat und möglicherweise auch seine Länge schon so stark reduziert hat.
Der Strand selbst erstreckt sich auf dem westlichen Riffsaum der Insel vom North West Point im Bogen nach Süden bis nach Rock Hole. 
Südlich von Seven Mile Beach liegt im Anschluss George Town, die Hauptstadt der Kaimaninseln, während sich im Norden der Bezirk West Bay anschließt, in welchem sich das Cayman Turtle Centre und die Kalksteinformationen der Hell („Hölle“) finden.

## Tourismus
Wie in ganz Grand Cayman, wurden die Gebäude entlang Seven Mile Beach durch Hurrikan Ivan im September 2004 schwer beschädigt, aber die meisten Herbergen und Hotel arbeiten wieder.
Die meisten Hotels unterhalten auch öffentlich zugängliche Restaurants und Beachbars. Einige kleine Riffe, die zum Schnorcheln einladen, liegen direkt vor der Küste beim Government House und direkt nördlich des Seven Mile Public Beach. Das Marriott Hotel unterhält ein künstliches Riff.
Direkt gegenüber vom Seven Mile Beach liegt Camana Bay, eine Kleinstadt, wo es Einkaufsmöglichkeite und zahlreiche Restaurants, Cafés und ein Kino gibt.